# Al Hirschfeld
Pour les articles homonymes, voir Hirschfeld.
Albert "Al" Hirschfeld (21 juin 1903 - 20 janvier 2003) est un dessinateur, caricaturiste américain connu pour ses portraits de célébrités et vedettes de Broadway.

## Biographie
Né à Saint-Louis, Albert Hirschfeld déménage avec sa famille pour New York City, où il suit les cours de l'Art Students League of New York.
En 1924, Hirschfeld se rend à Paris et à Londres, où il étudie la peinture, le dessin et la sculpture. À son retour aux États-Unis, un ami attaché de presse à Broadway, Richard Maney, montre un de ses dessins à un rédacteur du New York Herald Tribune dans lequel il sera publié avant de passer au New York Times. 
Le style unique de Hirschfeld a influencé de nombreux artistes, illustrateurs et dessinateurs. Ses caricatures sont très souvent des dessins épurés à l'encre noire, dans laquelle il trempait une authentique plume de corbeau.

### Nina
En 1943, Hirschfeld se marie avec une actrice célèbre en Europe, Dolly Haas. Mariés pendant plus de 50 ans, ils eurent une fille, Nina.
Hirschfeld est célèbre pour avoir écrit le prénom de sa fille caché dans la plupart des dessins qu'il produisit après sa naissance. 
En 1996, il épouse Louise Kerz, historienne du théâtre.

### Mort
Le 20 janvier 2003, Hirschfeld meurt à son domicile, au 122 East 95th Street à Manhattan. 

## Distinctions
- 1996 : Prix Milton Caniff, pour l'ensemble de sa carrière

## Galerie
|                                             |
| Publicité pour le film de 1929 Hallelujah ! |

|                                                                  |
| Caricatures sur la couverture de Breaking Into the Movies, 1927. |

|                                                               |
| Carte promotionnelle du film Parlor, Bedroom and Bath (1931). |

|                                            |
| Affiche du film Une nuit à l'opéra (1935). |